# Noboru Ishiguro
Noboru Ishiguro (石黒昇, Ishiguro Noboru?) (24 de agosto de 1938 - 20 de marzo de 2012) fue un animador japonés conocido sobre todo por dirigir las series anime Space Battleship Yamato, The Super Dimension Fortress Macross, The Super Dimension Century Orguss, Yōkai Ningen Bem, Megazone 23, Legend of the Galactic Heroes, Noozles, y la serie del año 2008, Tytania.
En su juventud estuvo en una banda musical de estilo hawaiano. Por ello, es conocido por ser un director de animación que además puede leer partituras musicales y que ha hecho uso de su experiencia previa para trabajos como el de "The Super Dimension Fortress Macross: Do You Remember Love?" y Legend of the Galactic Heroes.